# 蔡政憲
蔡政憲（1989年8月11日—）是前臺灣男子籃球運動員，場上主打中鋒位置。

## 生平
蔡政憲出身彰化，自大慶商工畢業後進入中州科技大學，某次比賽的表現獲得明道大學賈凡的青睞而輾轉到明道大學，2012年8月在超級籃球聯賽新人選秀會落選，超級籃球聯賽先後效力於臺灣銀行與富邦勇士，2017年決定離開球場回到家中幫忙父母經營五金加工廠，但在獲得家鄉新軍球隊寶島夢想家的邀請下重拾起了球衣。

## 外部連結
- 蔡政憲在Eurobasket.com（球員）（英语）